# Mortemer, Seine-Maritime
Mortemer är en kommun i departementet Seine-Maritime i regionen Normandie i norra Frankrike. Kommunen ligger i kantonen Neufchâtel-en-Bray som tillhör arrondissementet Dieppe. År 2022 hade Mortemer 90 invånare.

## Befolkningsutveckling
Antalet invånare i kommunen Mortemer
| Referens: INSEE |